# Nair Jane de Castro Lima
Nair Jane de Castro Lima (Rio de Janeiro, ) é uma empregada doméstica e sindicalista brasileira. 
Empregada doméstica desde os nove anos de idade, começou a lutar pela organização da categoria em 1970. Elegeu-se presidente da Associação Profissional das Empregadas Domésticas em 1973, permanecendo à frente da entidade até 1977. Em 1988 assumiu o comando do Sindicato dos Trabalhadores Domésticos. Também participou da formação da Central Única dos Trabalhadores (CUT) no Rio.
Além da atividade sindical, militou na defesa dos direitos da terceira idade. Foi conselheira do Conselho Estadual da Pessoa Idosa, no Rio de Janeiro, e coordenadora do Fórum Permanente dos Direitos da Pessoa Idosa.
Recebeu o Diploma Bertha Lutz em 2003.